# Колесники (платформа)
Коле́сники — остановочный пункт Смоленского (Белорусского) направления Московской железной дороги в Гагаринском районе Смоленской области. Состоит из двух низких платформ, соединённых только настилом через пути. Не оборудована турникетами.
Рядом с платформой имеется заброшенная касса, где ранее продавали билеты на электропоезда. Примерно в 50 метрах от станции находится деревня Колесники. Станционное здание отсутствует.
Расстояние до Москвы — 171 км.
На остановочном пункте останавливаются все пригородные электропоезда, следующие из Вязьмы и Гагарина в Бородино или Можайск (и обратно). Кроме этого, с 7 марта 2024 года остановочный пункт посредством пригородных электропоездов Москва — Гагарин возобновил прямое пригородное сообщение с Москвой, прерванное 18 мая 2015 года по инициативе администрации Смоленской области в лице тогдашнего губернатора Алексея Островского.
Поезда дальнего следования через остановочный пункт следуют без остановок.